# Susie Essman
Susan "Susie" Essman (født 1955) er en amerikansk stemmeskuespiller.